# Manuscrits nantais
Manuscrits nantais ist eine 1991 erschienene, dreibändige Sammlung von bis dahin unveröffentlichten Manuskripten aus dem Nachlass des französischen Autors Jules Verne. 

## Entstehungsgeschichte
1981 erwarb die Stadt Nantes von der Familie Verne zahlreiche Manuskripte aus dem Nachlass von Jules Verne. Um ihr Urheberrecht an diesem Nachlass zu bekräftigen, wurden zehn Jahre später die Manuskript in gedruckter Form veröffentlicht. Die Gesamtauflage betrug lediglich 30 Exemplare. Diese sind einzeln nummeriert.

## Inhalt
Der erste und zweite Band enthalten historische Dramen, Komödien, Vaudevilles, Libretti für komische Opern und Operetten sowie ein Bühnenwerk aus dem thematischen Umfeld der Voyages extraordinaires. Mit dem dritten Band wurden bisher unveröffentlichte Romane und Kurzerzählungen zugänglich gemacht.
Band 1
- Don Galaor
- Le Coq de bruyère
- On a souvent besoin d’un plus petit que soi
- Abd’allah
- Le Pôle Nord
- Fragment ohne Titel
- Une Promenade en mer
- Le Quart d’heure de Rabelais
- La Mille et deuxième nuit
- La Guimard
- La Tour de Montlhéry
- Les Sabines

Band 2
- Alexandre VI
- La Conspiration des poudres
- Un Drame sous Louis XV
- Quiridine et Quiridinerit
- De Charybde en Scylla
- Les heureux du jour
- Guerre aux tyrans
- Au Bord de l’Adour

Band 3
- Un prêtre en 1835
- Jédédias Jamet
- Le Siège de Rome
- Le Mariage de M. Anselme des Tilleuls
- San Carlos
- Pierre-Jean
- L’Oncle Robinson